# Basse-Terre
Basse-Terre è il capoluogo del dipartimento francese della Guadalupa.
È una città abitata da circa 10.058 persone (37.455 nell'area urbana) ed è stata fondata nel 1643 dai francesi.

## Amministrazione

### Gemellaggi
- Pondicherry, dal 1981